# Famille de Barrau de Muratel
Pour les articles homonymes, voir Familles de Barrau.
La famille de Barrau de Muratel, anciennement Barrau, est une famille subsistante de la noblesse française originaire du Rouergue, fixée ensuite en Languedoc.
Issue d'une lignée de notaires et de maîtres de forges de la région de Brusque, en Rouergue, elle compte parmi ses membres un commissaire député pour commander les gens de guerre en Vabrais sous le règne du roi Henri III, un maréchal de camp en 1792, un notable, par alliance une féministe et philanthrope au XIXe siècle.

## Patronyme
Cette famille se faisant appeler usuellement de Barrau[réf. nécessaire] elle n'est toutefois pas à confondre avec la famille d'Abbadie de Barrau (Béarn) et avec la famille de Barrau (Carcenac en Rouergue).

## Histoire

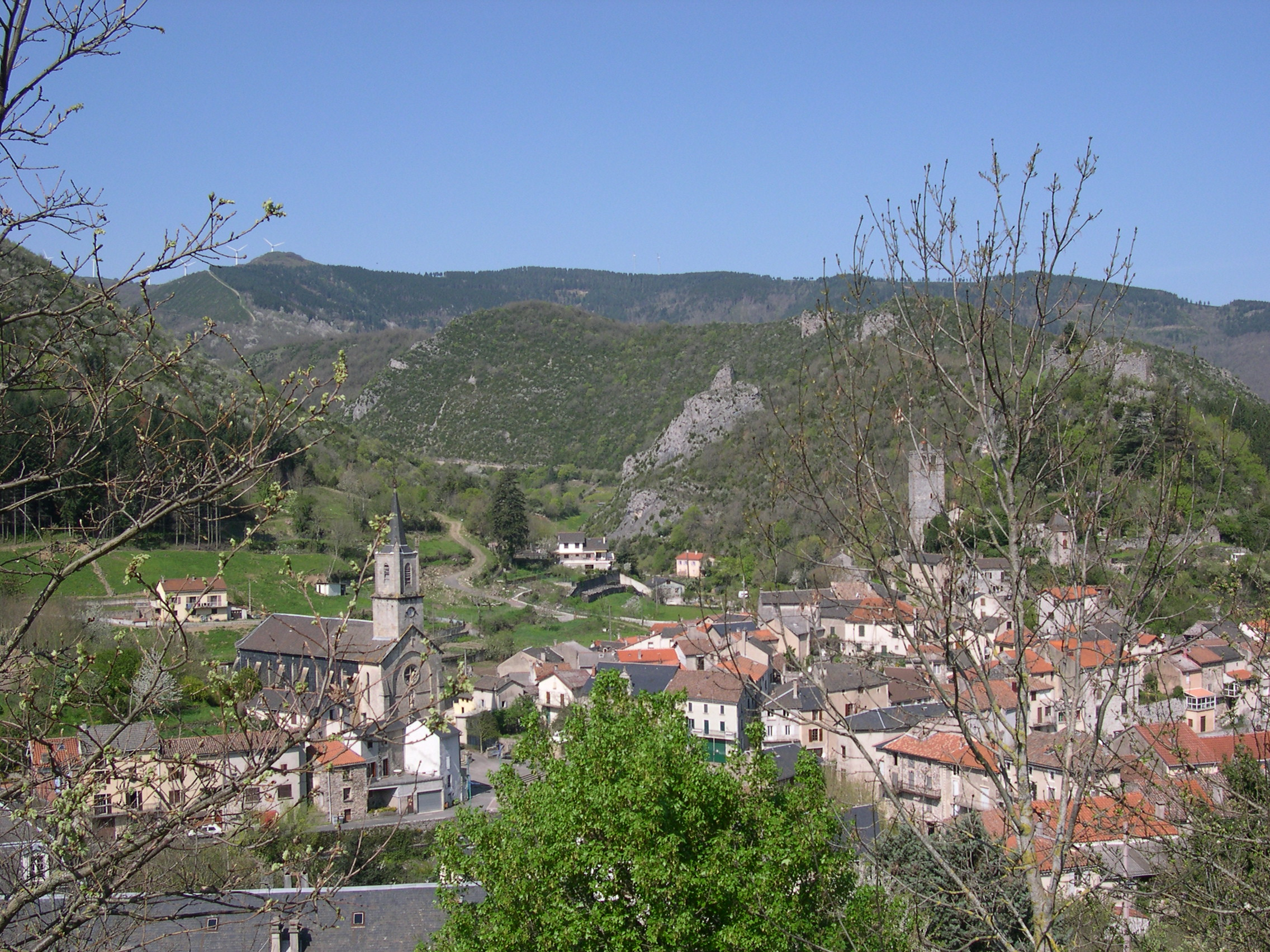
Brusque

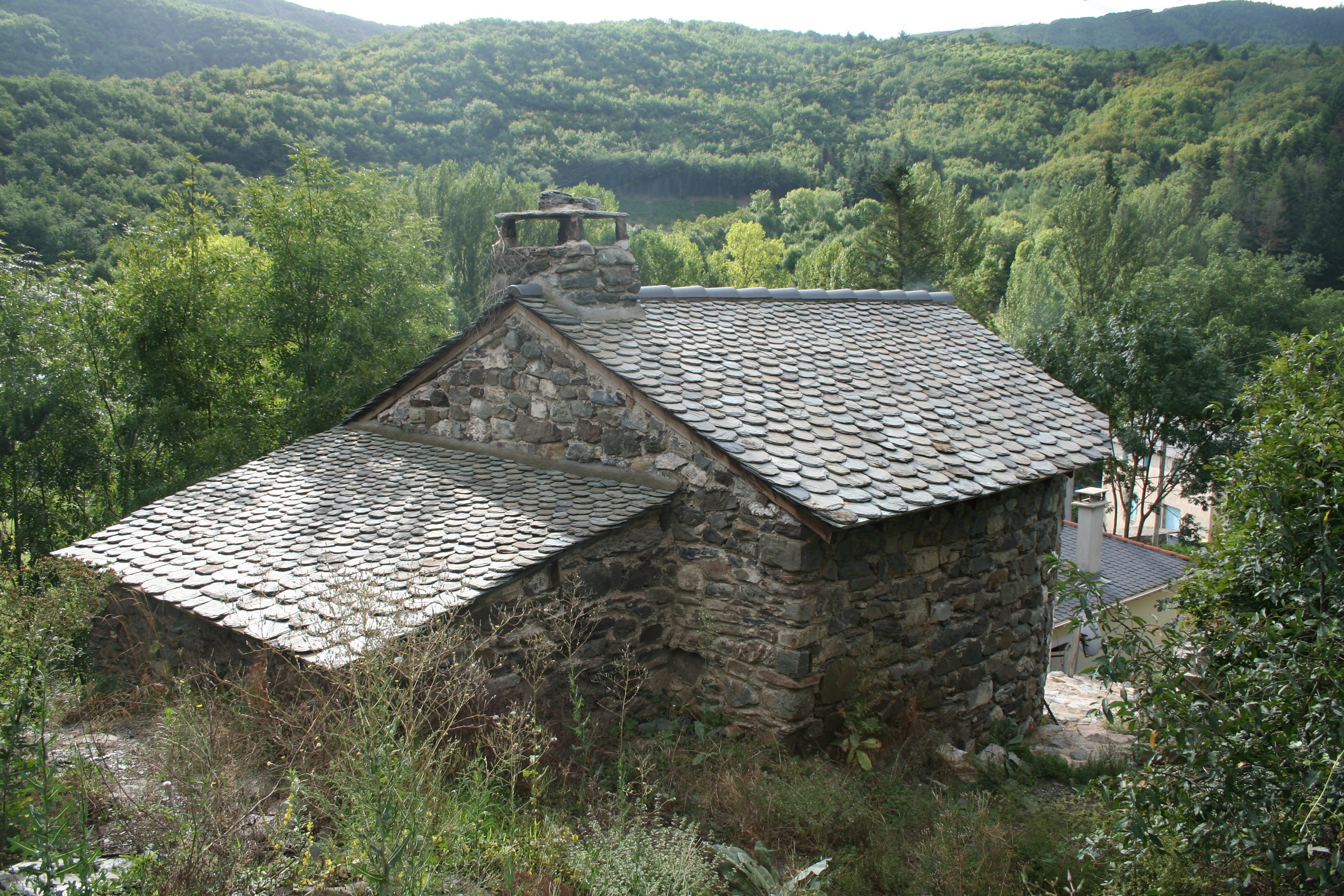
Four de la Mouline d'Arnac

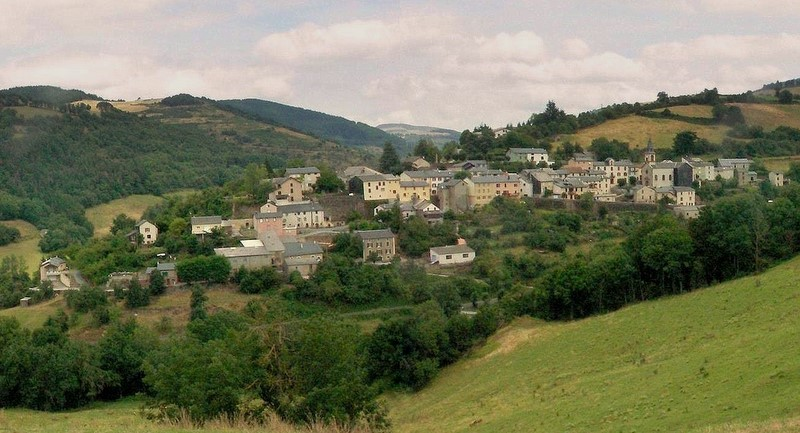
Murasson

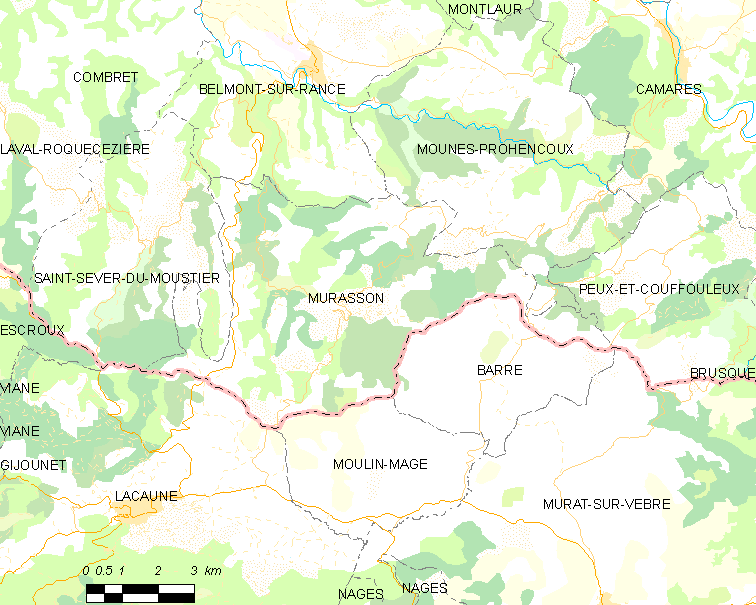
Carte de la région

Cette famille de Barrau qui porte le nom de ses terres de Campouliès et de Muratel, est donnée par différents auteurs comme originaire de la région de Brusque dans l'extrémité sud du Rouergue, non loin de la province du Languedoc.
Bernard Arribat et Robert Pistre écrivent dans l'ouvrage La famille de Barrau de Muratel, chevaliers de Campouliès, que les Barrau de Muratel sont originaires de Brusque où ils étaient maîtres de forges.[réf. incomplète]
Jean Delmas, qui fut directeur des Archives départementales de l'Aveyron, écrit qu'il est vraisemblable que la famille de Barrau de Muratel descende d'un certain Dordé Barrau, qui possédait des moulines à fer à Brusque, et que son hypothèse est étayée par la rencontre de ces noms et prénoms. En effet, en 1508 ce riche personnage qui possédait des moulines de fer autour de Brusque à Cambias et Arnac, avait pour fils Bernard Barrau.
Léon Bic écrit sur cette famille : « Les de Barrau descendaient d'une vieille famille qui habitait Brusque. Déjà au début du XIVe siècle, en 1311, Déodat Barrau (cartulaire) et en 1332 Dordé Barrau sont dits « Notaires de Brusque, Blanc et Tauriac » (livre vert de Lacaune, page 253) ».
Pierre Hocquellet signale dans Armorial général du Rouergue dressé par Charles d'Hozier en vertu de l'édit de novembre 1696, édition critique des manuscrits conservés à la Bibliothèque nationale de France (ms.fr. 32207 et 32208), que Dorde Barrau figure parmi les roturiers du Rouergue qui fournirent en 1503 le dénombrement des biens nobles qu'ils tenaient du roi (A.D. T&G. A97), et qu'il est le père de Bernard de Barrau, seigneur de Campoulies, co-seigneur de Murasson.
La filiation suivie remonte à Bernard de Barrau, seigneur de Campoulies et coseigneur de Murasson (non loin de Brusque) pour lesquels il rend hommage le 7 juin 1539, qui était marié à Delphine de Montjézieu,. Cette filiation classe cette famille dans la noblesse dite d'extraction. Son fils Jean de Barrau commande les gens de guerre du diocèse de Vabres, son autre fils Bernard de Barrau, achète en 1559 le domaine de Muratel. Son petit-fils Jean de Barrau se convertit au calvinisme. Antoine de Barrau, sieur de Campoulies, meurt en 1608 dans la religion réformée; il s'était marié en 1579 avec Jacquette de Passieu.  Jean de Barrau, héritier de la seigneurie de Campouliès, est fait seigneur de Lesties et de Muratel en 1673.
En 1789, deux frères de cette famille sont gardes du corps du roi Louis XVI, et l'un des deux sera blessé lors des journées des 5 et 6 octobre 1789.
En 1789, ses membres prennent part à l'Assemblée de la noblesse pour la sénéchaussée de Castres, en Languedoc.

## Personnalités
- Jean de Barrau, capitaine d'une compagnie de gens de pied, « commissaire député pour commander les gens de guerre du diocèse de Vabres » pour le service d'Henri III qui lui adresse une lettre de félicitations[14]. Il est le fils de noble Bernard de Barrau, coseigneur de Murasson[15].
- David Maurice de Barrau de Muratel (1742-1828), gouverneur de Lacaune en 1766, maréchal de camp en 1792, attaché au bureau de la cavalerie du comité militaire en 1794.
- Jeanne de Barrau de Muratel, sœur du précédent, mariée en premières noces en 1764 à Joseph Mathieu, docteur en médecine, 
  - leur fils David-Maurice-Joseph Mathieu de La Redorte, général de division (1799), commande Barcelone et la Basse-Catalogne (1808), comte Mathieu et de l'Empire (1810), pair de France (1819-1833), baron-pair héréditaire (1820), etc. Elle est mariée en secondes noces en 1771 à Louis Bernard, futur conventionnel.
- David-Maurice de Barrau de Muratel (Castres 1821 - Viviers-lès-Montagnes 1899), maire de Viviers, vice-président du Conseil général du Tarn, ornithologue, vice-président de la Société littéraire et scientifique de Castres, membre de la Société de géographie et de la Société française de physique (1882).
- Caroline de Barrau de Muratel, née Caroline Coulomb (1828-1888), épouse du précédent. Après ses études, elle s'engagea activement dans le domaine de l'éducation des jeunes filles, la protection des jeunes femmes cherchant du travail à Paris et la situation des femmes en prison. Féministe, philanthrope, préoccupée des questions sociales, elle dirigea l'Œuvre des libérées de Saint-Lazare et fut l'une des fondatrices de l'Union française pour le sauvetage de l'Enfance[16].

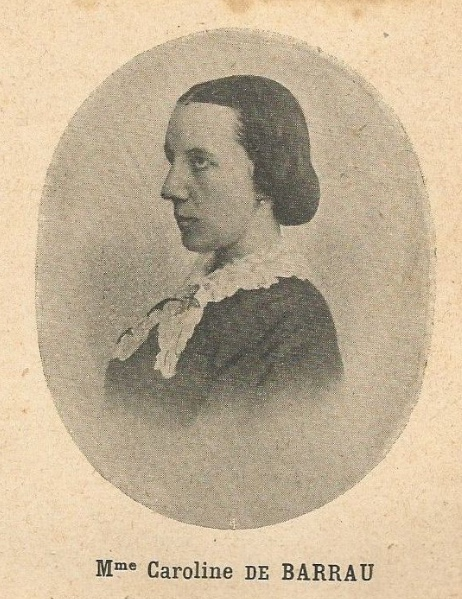
Caroline de Barrau de Muratel, née Coulomb (1828-1888)

## Alliances
Les principales alliances de la famille de Barrau de Muratel sont : de Montjézieu, de Portal (1570), de Clermont (1590), d'Astugue, de Clausade, Mathieu (1764), Bernard (1771), de Bouffard, Alquier-Bouffard, Coulomb.

## Armes
Les armes de la famille se blasonnent ainsi : Barré d'argent et de pourpre.